# Šehzade Mehmed Abdülkerim
Šehzade Mehmed Abdülkerim (27. června 1906 Istanbul – 3. srpna 1935 New York) byl osmanský princ a vnuk 34. sultána Abdulhamida II. a Bedrifelek Kadınefendi. Jeho otcem byl princ Mehmet Selim Efendi. V roce 1933 byl japonskou vládou pozván do Japonska, aby zde využil své postavení a pomohl uklidnit konflikt mezi středoasijskými muslimy a Sovětským svazem.
Vystudoval Galatasaray Litesi v Istanbulu.

## Manželství a potomstvo
Mehmed Abdülkerim se oženil v únoru 1930 v Aleppu s Nimet Hanimefendi (1911-81), se kterou se v roce 1931 rozvedl. Společně měli dva syny:
- Šehzade Dündar Ali Osman Osmanoğlu
- Šehzade Harun Osmanoğlu